# Tokyo Game Show

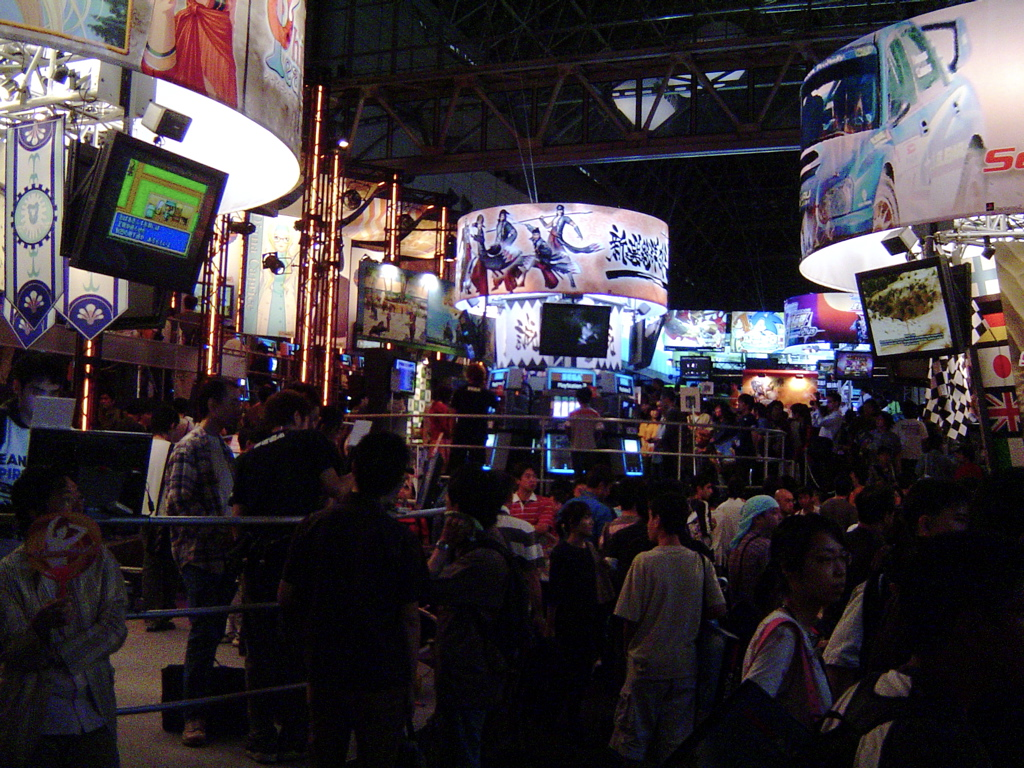
Hala Tokyo Game Show w 2004 roku

Tokyo Game Show (東京ゲームショウ, Tōkyō Gēmu Shō) – ekspozycja gier komputerowych, urządzana w Tokio.
Pierwsze TGS odbyło się w 1996 roku. Zwykle odbywało się dwa razy w roku: raz na wiosnę i na jesieni, jednak taki format został przerwany w 2002 roku, kiedy pokaz odbył się tylko jesienią.